# Kangiqsujuaq
Kangiqsujuaq (in lingua inuktitut: ᑲᖏᖅᓱᔪᐊᖅ) è un villaggio inuit del Canada, situato nella provincia del Québec, nella regione di Nord-du-Québec.